# Henry Anglade

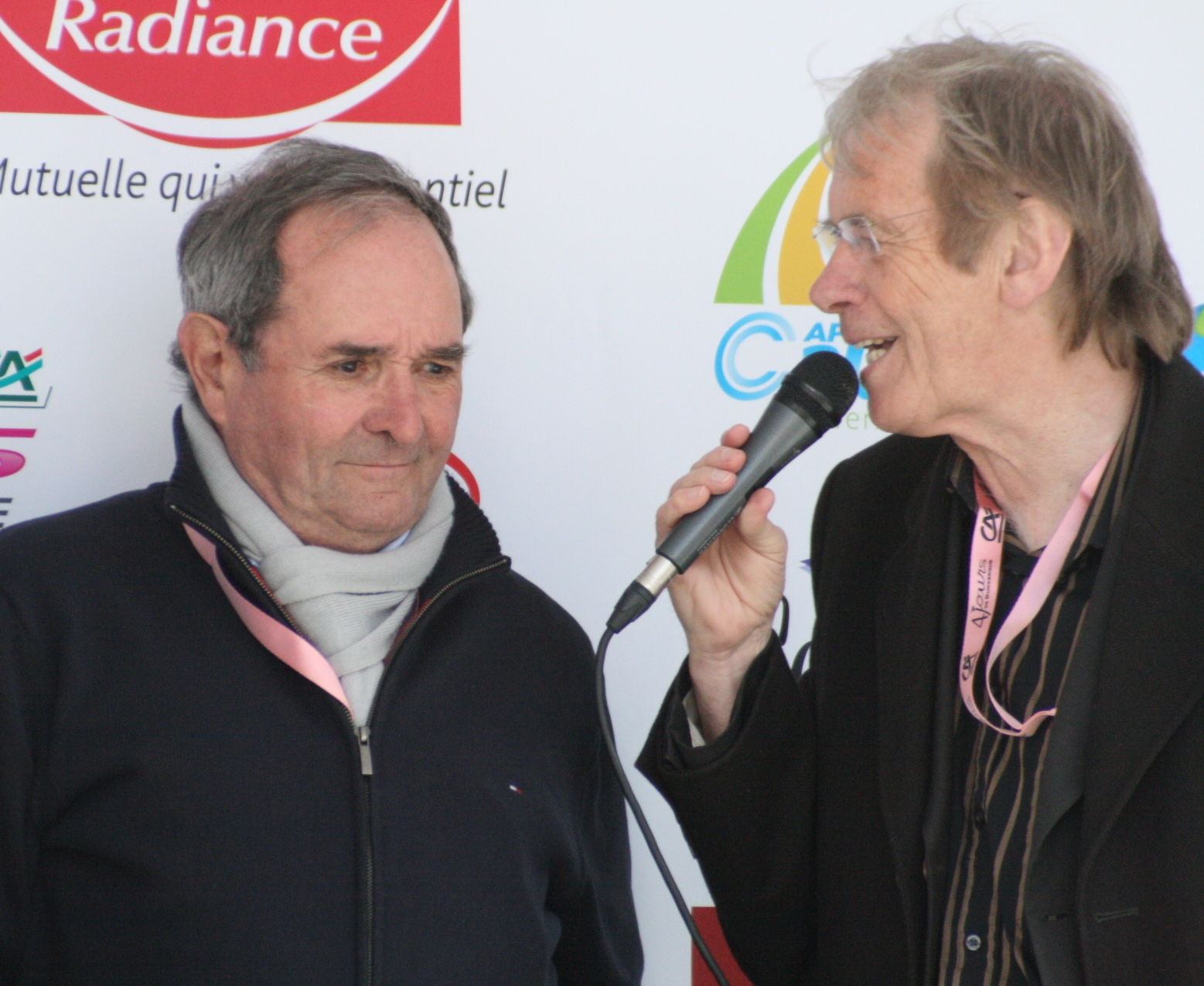
Henry Anglade (links) in 2010

Henry Anglade (Thionville, 6 juli 1933 – Lyon, 10 november 2022) was een Frans wielrenner.
In het peloton droeg hij de bijnaam Napoleon.

## Belangrijkste overwinningen
1957
- Annemasse-Bellegarde-Annemasse
- 4e etappe Tour de Champagne

1958
- 1e etappe Ronde van de Loire

1959
- Frans kampioen op de weg, Elite
- 13e etappe Ronde van Frankrijk
- Eindklassement Dauphiné Libéré
- Circuit Drôme-Ardèche
- Super Prestige

1961
- 1e etappe Tour de l'Aude
- 2e etappe Tour de l'Aude
- 1e etappe Bern-Genève
- 2e etappe Bern-Genève
- Eindklassement Bern-Genève
- Prix des Sables-d'Olonne

1962
- 2e etappe Ronde van Romandië

1963
- Eindklassement Ronde van de Var

1964
- Prix de Vayrac

1965
- Frans kampioen op de weg, Elite

1966
- Tour de l'Hérault

## Resultaten in voornaamste wedstrijden
| Jaar | Ronde van Italië | Ronde van Frankrijk | Ronde van Spanje |
| ---- | ---------------- | ------------------- | ---------------- |
| 1957 |                  | 28e                 |                  |
| 1958 |                  | 17e                 |                  |
| 1959 |                  | ↑ (1)               |                  |
| 1960 |                  | 8e                  |                  |
| 1961 |                  | 18e                 |                  |
| 1962 | opgave           | 12e                 |                  |
| 1963 |                  | 11e                 |                  |
| 1964 |                  | 4e                  |                  |
| 1965 |                  | 4e                  |                  |
| 1966 |                  |                     |                  |
| 1967 |                  | opgave              |                  |

| Jaar | Milaan-San Remo | Gent-Wevelgem | Ronde van Vlaanderen | Parijs-Roubaix | Amstel Gold Race | Ronde van Lombardije | Waalse Pijl |  | WK op de weg |  | Wereldranglijsten |
| ---- | --------------- | ------------- | -------------------- | -------------- | ---------------- | -------------------- | ----------- |  | ------------ |  | ----------------- |
| 1957 |                 |               |                      |                |                  |                      |             |  |              |  |                   |
| 1958 |                 |               |                      |                |                  |                      |             |  |              |  |                   |
| 1959 |                 |               |                      | 65e            |                  | 21e                  |             |  |              |  | (SPP)             |
| 1960 |                 |               | 31e                  |                |                  | 32e                  |             |  | 16e          |  |                   |
| 1961 | 35e             |               |                      | 37e            |                  |                      |             |  |              |  |                   |
| 1962 |                 |               |                      | 60e            |                  |                      |             |  | 8e           |  |                   |
| 1963 |                 |               |                      |                |                  |                      |             |  |              |  |                   |
| 1964 |                 |               |                      |                |                  |                      |             |  | 33e          |  | 20e (SPP)         |
| 1965 | 82e             |               |                      |                |                  |                      |             |  |              |  | 14e (SPP)         |
| 1966 |                 | 58e           |                      |                | opgave           |                      | 48e         |  |              |  |                   |
| 1967 |                 |               |                      |                |                  |                      |             |  |              |  |                   |